# 当布兰维尔
当布兰维尔（法語：Damblainville，法語發音：[dɑ̃blɛ̃vil] ⓘ）是法国卡尔瓦多斯省的一个市镇，属于卡昂区。

## 地理
当布兰维尔（48°54'56"N, 0°6'46"W）面积6.35 平方千米，位于法国诺曼底大区卡爾瓦多斯省，该省份为法国西北部沿海省份，北濒大西洋英吉利海峡，东北与滨海塞纳省以海上边界相接，东临厄尔省，南至奧恩省，西与芒什省接壤。
与当布兰维尔接壤的市镇（或旧市镇、城区）包括：贝尼耶尔达伊、埃帕内、埃赖讷、莫尔托-库利伯夫、韦尔桑维尔、维伊莱法莱斯。

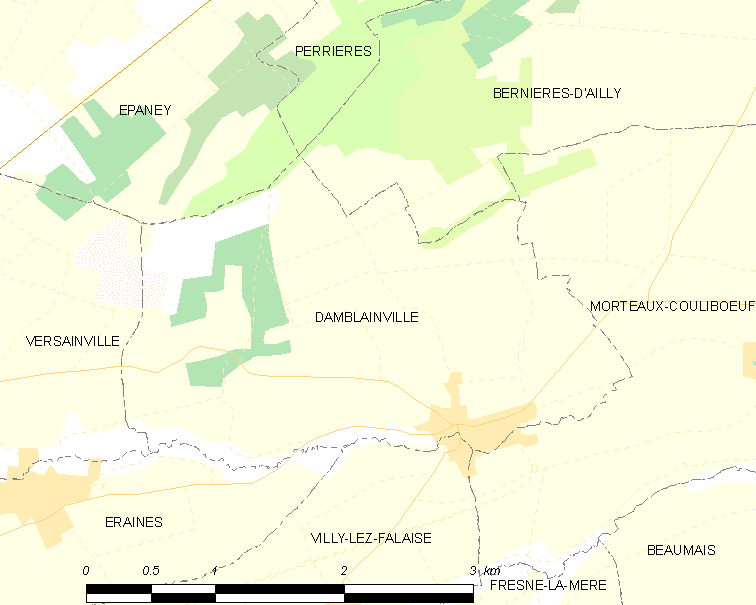
当布兰维尔的OSM定位图

当布兰维尔的时区为UTC+01:00、UTC+02:00（夏令时）。

## 行政
当布兰维尔的邮政编码为14620，INSEE市镇编码为14216。

## 政治
当布兰维尔所属的省级选区为法莱斯县。

## 人口

1962-2008年间当布兰维尔人口变化图示

当布兰维尔于2022年1月1日时的人口数量为231人。